# 石川名物!GOGOは本多町3丁目
『石川名物!GOGOは本多町3丁目』（いしかわめいぶつ!ゴゴはほんだまちさんちょうめ）は、2003年3月31日から2010年3月26日まで北陸放送（MROラジオ）で月曜日から金曜日の12:30 - 16:25に放送されていたラジオ番組。

## 番組概要
- 2003年3月31日から2010年3月26日まで放送されていたローカルワイド番組で、放送時間は12:30 - 16:25（番組開始当初は12:30 - 16:35）。
- 前身番組である『日本列島ここが真ん中』同様、ラジオカーを活用した中継に特徴があり、毎週月曜日の「月竜香の人生相談」は長年続く人気コーナーである。題名は北陸放送の所在地「金沢市本多町3丁目」にちなんでいる。
- リスナーとのコミュニケーションを行って、火曜日から金曜日までは1つのテーマを番組の冒頭で発表し、そのテーマに関するメッセージをリスナーから募り、「大言小言（おおごとこごと）」のコーナーなどで随時発表している（月曜日は月竜香の電話人生相談に続く形でメッセージを募っている）。
- 2010年3月26日に番組終了。7年の放送に幕。後継番組は『げつきんワイド!おいね★どいね』（2010年3月29日 - 2025年3月28日）。

## パーソナリティ
- 月曜 - 西川章久（当時MROアナウンサー）・月竜香（占い師）
- 火曜 - 西川章久・上坂典子（フリーアナウンサー）
- 水曜 - 西川章久・室照美（当時MROアナウンサー）
- 木曜 - 長田哲也（当時MROアナウンサー）・上坂典子
- 金曜 - 長田哲也・福島彩乃（当時MROアナウンサー）

### ラジオカー担当
- 火曜 - 金曜 谷川恵一（MROアナウンサー）
  - MROのラジオカーのナンバーは周波数にちなみ「11-07」である。

## 主な内容
2009年10月現在。特に断りがなければすべて生放送。

### 月曜 - 金曜共通のコーナー
- 12:55　MROニュース
- 13:30　聞いてらっしゃい寄ってらっしゃい
- 13:40　交通情報（日本道路交通情報センターの道路交通情報）
- 13:45　日本列島ほっと通信（元北陸放送アナウンサー佐藤茜が担当）
- 13:55　北國新聞ニュース
- 14:50　天気予報
- 14:55　毎日新聞ニュース
- 15:00　大言小言（おおごとこごと）
  - その日のテーマに対し、リスナーから送られてくるメッセージを紹介。
- 15:30　ジャパネットたかたラジオショッピング
- 15:40　本多町ジャーナル（火曜 - 金曜）
  - 火曜 - 社会・経済
  - 水曜 - 年金
  - 木曜 - 教育
  - 金曜 - 今週のニュース
- 15:50　交通情報（日本道路交通情報センターの道路交通情報）
- 15:55　ニュース＆ウェザー
- 16:00　4時です。エンタメ情報（火曜 - 金曜）
  - 火曜：本 - 金沢市立玉川図書館や金沢市立泉野図書館の学芸員がおすすめの小説やエッセーなどを紹介。
  - 水曜：映画・ビデオ - 公開前の最新作から不朽の名作まで幅広く紹介。
  - 木曜：イベント情報 - 週末のイベント情報を紹介。
  - 金曜：東京情報 - 最新のトレンド情報を神原智己が東京からリポート。
- 16:10　こんなんあれんけど、北陸交通災害等遺児をはげます会からのお知らせ、ハッピーバースデー
  - 「こんなんあれんけど」は、2009年3月まで「ラジオ掲示板」としていたもの。リスナーから寄せられるさまざまな情報を紹介する。主にペットの失踪に関して捜索を呼び掛けるメッセージが多い。
  - 「北陸交通災害等遺児をはげます会」は、交通事故被害などで父や母を亡くした子供たちをサポートするために北陸放送内に設置されている団体。このコーナーでは、その日に寄せられた募金者と募金の額を発表している。毎月最終日の放送分ではその月の募金総額と累計額も合わせて発表している。ただし、募金がなかった場合は紹介されない。
  - 「ハッピーバースデー」は、その日（あるいは前後の日）に誕生日を迎えた人を、性別や年齢を問わず、リスナーから寄せられる誕生日メッセージをパーソナリティが紹介する。

### 月曜
- 12:40　井上あずみの育児応援団
- 13:00以降随時　月竜香の電話人生相談
  - 月竜香が直接電話でさまざまな悩みを抱えるリスナーからの相談に応じる。
- 16:00以降で電話人生相談終了後　竜香の週間占い

### 火曜
- 13:10　大リーガー松井情報
  - ニューヨーク駐在の共同通信社の記者と電話で、最新の松井秀喜の動向を紹介。
- 14:10　典子のそこやとこ!!
  - 石川県各地の方言の造詣に深い上坂典子が金沢弁など、石川県の方言や使いまわしを取り上げる、「月竜香の人生相談」に並ぶ人気コーナー。2008年からはムーディーはっちゃんやエド・ゆうこが演歌、歌謡曲、アニメソングなどジャンルを問わず、リスナーから送られてくる石川県の方言に直した曲を生で歌う。また、最終週は「方言川柳」と題してリスナーから送られてくる川柳を紹介する。
- 14:30　石川県からのお知らせ（金曜の同じ時間帯にもある）
- 15:20　キリンビールやっぱりじわもん!
  - キリンビール北陸支社の社員をゲストに、ビールや酒類に関する話題を紹介。2008年は加賀野菜を使ったビールのおつまみに合うレシピなどを紹介してきた。

### 水曜
- 13:10　章久･テルミンの水曜だんだら
  - 輪島塗の漆器職人によって長年継がれてきた言葉遊びの一種「段駄羅（だんだら）」をリスナーから募り、披露するコーナー。漆器職人などで構成されている地元の「段駄羅愛好会」による段駄羅も紹介される。
- 13:20　珠洲なり!探検隊（毎月第1・第3水曜日）
  - 珠洲市の観光、グルメ、レジャースポットなどを紹介するコーナー。
- 14:10　思い出リクエスト
- 14:20　すこやか介護 （企画ネット番組）
- 14:30　パソコン出張お助け隊!
- 15:20　石田屋のキモチいい眠りの話
  - 角野達洋担当の録音放送。眠りについての話題を石田屋（寝具を中心に扱うインテリア店）の女性スタッフと紹介するコーナー。

### 木曜
- 12:45　ナイスですね。白山市
  - 白山市の広報番組。
- 13:10　哲の、「気になった!!」
  - 長田哲也がその日のニュースなどで気になった情報をピックアップするコーナー。
- 14:10　典子のちょっとひと息
  - 上坂典子が興味のあるものを紹介するコーナー。主にスイーツが多い。
- 14:20　まるちゃんの笑顔いっぱいお宅訪問
  - 松下サービスセンター（リフォーム施工会社）が石川県内で施工した家を、リポーターの丸一都美（まるちゃん）が訪問し、インタビューを行う。
- 14:30　石川県家庭教師協会　小矢田先生のコーナー
  - 小中学生の教育に関するコーナー。
- 15:20　聞き耳漢方辞典

### 金曜
- 12:45　グッディ金沢
  - 金沢市の広報番組。
- 13:10　世界のだらぶちニュース
  - 海外で起きたハプニングや珍事などを紹介。
- 14:10　全国カラオケランキング 
  - 通信カラオケDAMによるランキング。20位からランクアップ形式で紹介。2009年3月までは「演歌カラオケランキング」として、ジャンルを演歌に絞ったランキングを紹介していた。
- 15:20　家を建てよう!
  - 神原智己と「ひまわりほーむ」東京支店の社員が出演。東京生活のワンポイントなど。

## その他
- 2008年10月14日の放送には、松任谷由実がゲスト出演し、ラジオカーで椿原天満宮・金沢美術工芸大学・梅ノ橋に立ち寄ってリポートした。松任谷は『日本列島ここが真ん中』にもゲスト出演歴がある。